# Comuna Zaricine, Trosteaneț
Zaricine (în ucraineană Зарічне) este o comună în raionul Trosteaneț, regiunea Sumî, Ucraina, formată din satele Lucika și Zaricine (reședința).

## Demografie
Componența lingvistică a comunei Zaricine
     Ucraineană (93,07%)
     Rusă (6,6%)
     Alte limbi (0,33%)
Conform recensământului din 2001, majoritatea populației comunei Zaricine era vorbitoare de ucraineană (93,07%), existând în minoritate și vorbitori de rusă (6,6%).